# Mario Trejo (scrittore)
Mario César Trejo (Argentina, 13 gennaio 1926 – Rosario, 14 maggio 2012) è stato un poeta, giornalista, drammaturgo librettista argentino.

## Biografia
Mario César Trejo nacque il 13 gennaio 1926, anche se c'è disaccordo sulla sua città natale; alcune fonti indicano la città di Buenos Aires, mentre altre La Plata; ancora, Jorge Ariel Madrazo afferma nel suo prologo scritto per il poema di Trejo intitolato Orgasm (Orgasmo) che Mario Trejo dichiara, altrimenti, di essere nato nella Terra del Fuoco, a Comodoro Rivadavia, o in molte altre località: tutto indica che questo è accaduto nella parte meridionale del paese, ma non specifica in quale anno (Trejo concorda con Marcel Duchamp in quanto tali precisioni "servono solo gli sciocchi e i professori di letteratura spagnola. Visse in Egitto, Israele, Spagna, Cile ed altri paesi, tornando in Argentina nel 1989, da dove non sarebbe più uscito.
Nel 2010 sposò María Fernández con rito civile, e poco prima di morire, al sanatorio di Güemes dove era ricoverato, anche con rito religioso.
Morì il 14 maggio 2012 all'età di 86 anni. Venne cremato nel cimitero di Chacarita, alla presenza degli scrittori Mariano Schuster e Miguel Brascó, Reynaldo Sietecase e l'editore Daniel Divinsky, tra gli altri, che lesse alcune delle sue poesie.

## Carriera
Trejo fece parte del "Poetry Buenos Aires Movement", formato negli anni '50 attorno alla rivista Poetry Buenos Aires diretta da Raúl Gustavo Aguirre, di cui sono state pubblicate 30 edizioni nel corso di un decennio, a partire dalla primavera del 1950. Ebbe collaborazioni con importanti poeti di quegli anni, come Alberto Vanasco, Edgar Bailey, Rodolfo Alonso, Ramiro de Casasbellas, Paco Urondo, Alejandra Pizarnik, Daniel Giribaldi, Miguel Brascó, Elizabeth Azcona Cronwell, Natalio Hocsman e Jorge Carrol.
La religione la mafia

la politica e il calcio

l’esercito e la moda

muovono più gente di me.

Sono milioni o pochi

ma totalmente decisi

al tutto per tutto.

Ho a che fare solo

con le piccole folle

di un cinema notturno

con la solitudine dei giocatori

che officiano una partita di scacchi

con il tepore di alcune donne

Leggo torno a vedere un vecchio film

faccio notte con Coltrane

e allungo il braccio e accarezzo la mia bella

che mi invita fumando»
Lavorò anche al cinema, come attore: in La via del petrolio (Italia, 1966) dove Trejo interpretava se stesso in un viaggio da Genova verso la Germania attraverso la Svizzera, diretto da Bernardo Bertolucci e Desarraigo (Sradicato, Cuba 1965), diretto da Fausto Canel, che ottenne una menzione d'onore nel 1966 al Festival internazionale del cinema di San Sebastián.
Collaborò con diverse riviste letterarie argentine come Contemporánea (1949), Luz y sombra (1948), Cinedrama, revista de cine y teatro contemporáneos (1953), Ciclo y Conjugación de Buenos Aires, così come altre pubblicazioni europee come L'Espresso di Roma, intervistò Che Guevara, Yasser Arafat, Salvador Allende e Ben Gurion. Tra il 1952 e il 1953 fu segretario di redazione di Letra y Línea, la rivista surrealista diretta da Aldo Pellegrini.
Dalla sua lunga relazione con la musica e dai suoi anni di amicizia con molti musicisti, nacquero alcune collaborazioni importanti per i testi delle canzoni Los pájaros perdidos, Escándalos privados e Violetas populares con Ástor Piazzolla o per l'album di Enrico Rava Quotation Marks (Japo Records, 1976) in cui suonavano, tra gli altri, John Abercrombie, Jack DeJohnette e i musicisti argentini Néstor Astarita e Ricardo Lew e in cui la cantante Jeanne Lee canta le poesie di Trejo scritte in inglese.

## Eredità
Nel prologo dell'ultimo libro pubblicato Los pájaros perdidos (Ediciones Continente), Guillermo Saccomano lo deffinì un "mostro sacro" e per Jorge Boccanera fu una delle più grandi voci della letteratura Argentina.
Il libro monologo Tre cavalli di Erri De Luca contiene una frase di Mario Trejo, posta prima della premessa al testo: 
(Mario Trejo, Argentina 1926)

## Premi
Nel 1964, Trejo vinse all'unanimità il Casa de las Américas premio letterario per il suo libro The use of the word (L'uso della parola).

## Opere
- Poesia
  - Celdas de la sangre (1946)
  - El uso de la palabra (1964)
  - La pena capital (1980)
  - Orgasmo y otros poemas (1989)
- Drammaturgia
  - No hay piedad para Hamlet (No Mercy for Hamlet, 1954), in collaborazione con Alberto Vanasco, Buenos Aires Municipal Award, 1957 e Florencio Sánchez National Award, 1960.
  - Libertad y otras intoxicaciones (1968)
  - Libertad, Libertad, Libertad (1968)
  - La reconstrucción de la Ópera de Viena (1968)
  - La guerra civil (1973)
- Cinema (sceneggiature)
  - El final (1964)
  - Desarraigo (1965)
  - Infinito futuro/Kill me future (1965), in collaborazione con Bernardo Bertolucci; tuttavia, la sceneggiatura che non è stata mai ripresa.
- Musica (testi di canzoni)
  - Los pájaros perdidos (1973), musica di Ástor Piazzolla.
  - La tristeza y el mar, musica di Waldo de los Ríos.